# Sour
Sour is het debuutalbum van de Amerikaanse zangeres Olivia Rodrigo. Het verscheen op 21 mei 2021 en werd uitgegeven door Geffen Records en Interscope Records. Voorafgaand aan de uitgifte van het album verschenen de lead single 'drivers license', die een wereldwijde hit werd, en de singles 'deja vu' en 'good 4 u'.

## Achtergrond
In een interview in februari 2021 zei Rodrigo dat ze nog niet wist of het project dat 'drivers license' opvolgde, een album of een ep zou zijn. Ze vertelde acht nummers te hebben waar ze blij mee was. Daarnaast gaf ze aan gebruik te willen maken van veel verschillende stijlen, zoals mainstream pop, folk en alternatieve rock, voor haar volgende project.
Eind maart van dat jaar kondigde ze aan dat ze in mei een album zou uitbrengen dat destijds de werktitel *O*R had. Later zou ze bekend maken dat de definitieve titel van het album Sour was. Ook kondigde Rodrigo aan dat op het album elf nummers zouden staan. De tweede single van Sour, genaamd 'deja vu', werd tegelijk met het album aangekondigd en kwam op 1 april uit.

## Singles
De eerste single van Sour was 'drivers license' en kwam uit in januari 2021. Het was destijds nog niet duidelijk of dit de eerste single van Rodrigo's album zou zijn of dat ze een ep zou uitbrengen. 'Drivers license' werd een wereldwijd succes. Het bereikte de top van de wereldwijde hitlijsten op Spotify, YouTube en Apple Music en brak verschillende records. Daarnaast kwam de single in de Verenigde Staten, Australië, Canada, Singapore, Maleisië en verschillende Europese landen op de eerste plek in de hitlijsten te staan. In Vlaanderen en Nederland stond 'drivers license' respectievelijk zes en vijf weken boven aan de hitlijsten. Drie maanden later kwam de tweede single, genaamd 'deja vu', van Sour uit. Deze keer was het wel duidelijk dat het een single van Rodrigo's aankomende album was. Een week voor de release van het volledige album verscheen de derde single 'good 4 u'. In augustus van dat jaar verscheen een vierde single van Sour, namelijk 'traitor'.

## Ontvangst
Sour werd over het algemeen positief ontvangen. Volgens Metacritic, een website die albums een score van 0 tot 100 toekent op basis van alle (professionele) recensies, werd het album 20 gerecenseerd en kreeg het een gemiddelde score van 83. Recensenten waren enthousiast over Rodrigo's schrijfkunsten. The A.V Club schreef bijvoorbeeld dat Rodrigo goede verhalen vertelde in haar nummers en haar gevoel scherp kon verwoorden. Andere media onderstreepten dit punt en benoemden dat Rodrigo niet bang was om kwetsbaar te zijn in haar muziek en teksten. Dit deed ze onder andere door veel details te geven over relaties en gevoelens die ze beschrijft. Dit deed The New York Times soms denken aan Rodrigo's voorbeeld Taylor Swift, maar Rodrigo weet dat haar eigen draai te geven op Sour. Volgens The Guardian laat Rodrigo op Sour een "breed palet van emoties" zien, van kwetsbaar en verdrietig tot woedend. AllMusic beschreef dit als een van de sterke punten van het album.
Een andere kant van het album dat de goedkeuring van recensenten kon wegdragen waren de verschillende stijlen die Rodrigo gebruikt op Sour. Rodrigo laat zich volgens The A.V Club duidelijk inspireren door verschillende muzikale stijlen maar weet deze goed samen te brengen op het album. Media waren onder andere enthousiast over 'brutal', het eerste nummer op het album, en 'traitor'. Over het algemeen was men het meest te spreken over de rocknummers op Sour. NME schreef dat er te veel rustige nummers à la 'drivers license' op het album stonden en ook AllMusic vond de rocknummers belangrijker voor het album dan de rustige nummers.
Hoewel vrijwel alle recensenten onder indruk waren van Rodrigo's werk op haar debuutalbum, merkte Pitchfork op dat niet alle liedjes even goed waren. Sommige nummers hadden een vlakke melodie of simpele tekst. Daarnaast vond Independent UK dat Rodrigo soms te volwassen uit de hoek kwam. Een tieneralbum zou veel emoties moeten hebben, ook als die emoties niet altijd mooi of eerlijk zijn. Rodrigo zou echter vaak proberen afstand te nemen en veel reflecteren over hoe ze zich voelt. Ten slotte schreven verschillende recensenten dat 'hope ur ok', het laatste nummer van het album, niet het sterkste nummer is.

## Tracklist
Credits zijn afkomstig van Spotify.
| 1.                 | brutal                       | Olivia Rodrigo, Daniel Nigro                 | Nigro               | 2:23 |
| 2.                 | traitor                      | Rodrigo, Nigro                               | Nigro               | 3:49 |
| 3.                 | drivers license              | Rodrigo, Dan Nigro                           | Nigro               | 4:02 |
| 4.                 | 1 step forward, 3 steps back | Rodrigo, Jack Antonoff, Taylor Swift         | Rodrigo, Nigro      | 2:43 |
| 5.                 | deja vu                      | Rodrigo, Nigro, Swift, Antonoff, Annie Clark | Nigro               | 3:35 |
| 6.                 | good 4 u                     | Rodrigo, Nigro, Hayley Williams, Josh Farro  | Nigro, Alexander 23 | 2:58 |
| 7.                 | enough for you               | Rodrigo                                      | Rodrigo, Nigro      | 3:22 |
| 8.                 | happier                      | Rodrigo                                      | Nigro               | 2:55 |
| 9.                 | jealousy, jealousy           | Rodrigo, Casey Smith, Nigro                  | Nigro, Jam City     | 2:53 |
| 10.                | favorite crime               | Rodrigo, Nigro                               | Nigro               | 2:32 |
| 11.                | hope ur ok                   | Rodrigo, Nigro                               | Nigro               | 3:29 |
| Totale duur: 34:46 |                              |                                              |                     |      |

### Opmerking
- Track 4, '1 step forward, 3 steps back', interpoleert 'New Year's Day' van het zesde studioalbum van Taylor Swift.
- Track 5, 'deja vu', interpoleert 'Cruel Summer' van het zevende studioalbum van Taylor Swift.
- Track 6, 'good 4 u', interpoleert 'Misery Business' van het album Riot! van Paramore.

## Hitnoteringen

### NederlandseAlbum Top 100
| Hitnoteringen: (Week 1 t/m 15) 29-05-2021 t/m heden | Hitnoteringen: (Week 1 t/m 15) 29-05-2021 t/m heden | Hitnoteringen: (Week 1 t/m 15) 29-05-2021 t/m heden | Hitnoteringen: (Week 1 t/m 15) 29-05-2021 t/m heden | Hitnoteringen: (Week 1 t/m 15) 29-05-2021 t/m heden | Hitnoteringen: (Week 1 t/m 15) 29-05-2021 t/m heden | Hitnoteringen: (Week 1 t/m 15) 29-05-2021 t/m heden | Hitnoteringen: (Week 1 t/m 15) 29-05-2021 t/m heden | Hitnoteringen: (Week 1 t/m 15) 29-05-2021 t/m heden | Hitnoteringen: (Week 1 t/m 15) 29-05-2021 t/m heden | Hitnoteringen: (Week 1 t/m 15) 29-05-2021 t/m heden | Hitnoteringen: (Week 1 t/m 15) 29-05-2021 t/m heden | Hitnoteringen: (Week 1 t/m 15) 29-05-2021 t/m heden | Hitnoteringen: (Week 1 t/m 15) 29-05-2021 t/m heden | Hitnoteringen: (Week 1 t/m 15) 29-05-2021 t/m heden | Hitnoteringen: (Week 1 t/m 15) 29-05-2021 t/m heden |    |    |    |    |    |
| Week                                                | 1                                                   | 2                                                   | 3                                                   | 4                                                   | 5                                                   | 6                                                   | 7                                                   | 8                                                   | 9                                                   | 10                                                  | 11                                                  | 12                                                  | 13                                                  | 14                                                  | 15                                                  | 16 | 17 | 18 | 19 | 20 |
| --------------------------------------------------- | --------------------------------------------------- | --------------------------------------------------- | --------------------------------------------------- | --------------------------------------------------- | --------------------------------------------------- | --------------------------------------------------- | --------------------------------------------------- | --------------------------------------------------- | --------------------------------------------------- | --------------------------------------------------- | --------------------------------------------------- | --------------------------------------------------- | --------------------------------------------------- | --------------------------------------------------- | --------------------------------------------------- | -- | -- | -- | -- | -- |
| Positie:                                            | 1                                                   | 1                                                   | 1                                                   | 1                                                   | 1                                                   | 1                                                   | 1                                                   | 2                                                   | 3                                                   | 1                                                   | 3                                                   | 2                                                   | 2                                                   | 1                                                   | 2                                                   | 5  | 3  | 4  | 5  | 5  |
| Week:                                               | 21                                                  | 22                                                  | 23                                                  | 24                                                  | 25                                                  | 26                                                  | 27                                                  | 28                                                  | 29                                                  | 30                                                  | 31                                                  | 32                                                  | 33                                                  | 34                                                  | 35                                                  | 36 | 37 | 38 | 39 | 40 |
| Positie:                                            | 4                                                   | 9                                                   | 11                                                  | 9                                                   | 12                                                  | 14                                                  | 14                                                  | 13                                                  | 9                                                   | 7                                                   | 11                                                  | 11                                                  | 6                                                   | 9                                                   | 7                                                   | 6  | 7  | 6  | 9  | 8  |
| Week:                                               | 41                                                  | 42                                                  | 43                                                  | 44                                                  | 45                                                  | 46                                                  | 47                                                  | 48                                                  | 49                                                  | 50                                                  | 51                                                  | 52                                                  | 53                                                  | 54                                                  | 55                                                  | 56 | 57 | 58 | 59 | 60 |
| Positie                                             | 11                                                  | 9                                                   | 11                                                  | 10                                                  | 7                                                   | 7                                                   | 7                                                   | 10                                                  | 11                                                  | 7                                                   | 8                                                   | 12                                                  | 11                                                  | 11                                                  | 9                                                   | 11 | 5  | 4  | 7  | 10 |
| Week:                                               | 61                                                  | 62                                                  | 63                                                  | 64                                                  | 65                                                  | 66                                                  | 67                                                  | 68                                                  |                                                     |                                                     |                                                     |                                                     |                                                     |                                                     |                                                     |    |    |    |    |    |
| Positie:                                            | 8                                                   | 4                                                   | 6                                                   | 7                                                   | 7                                                   | 10                                                  | 14                                                  | 15                                                  |                                                     |                                                     |                                                     |                                                     |                                                     |                                                     |                                                     |    |    |    |    |    |

### VlaamseUltratop 200
| Hitnoteringen: (Week 1 t/m 15) 29-05-2021 t/m heden | Hitnoteringen: (Week 1 t/m 15) 29-05-2021 t/m heden | Hitnoteringen: (Week 1 t/m 15) 29-05-2021 t/m heden | Hitnoteringen: (Week 1 t/m 15) 29-05-2021 t/m heden | Hitnoteringen: (Week 1 t/m 15) 29-05-2021 t/m heden | Hitnoteringen: (Week 1 t/m 15) 29-05-2021 t/m heden | Hitnoteringen: (Week 1 t/m 15) 29-05-2021 t/m heden | Hitnoteringen: (Week 1 t/m 15) 29-05-2021 t/m heden | Hitnoteringen: (Week 1 t/m 15) 29-05-2021 t/m heden | Hitnoteringen: (Week 1 t/m 15) 29-05-2021 t/m heden | Hitnoteringen: (Week 1 t/m 15) 29-05-2021 t/m heden | Hitnoteringen: (Week 1 t/m 15) 29-05-2021 t/m heden | Hitnoteringen: (Week 1 t/m 15) 29-05-2021 t/m heden | Hitnoteringen: (Week 1 t/m 15) 29-05-2021 t/m heden | Hitnoteringen: (Week 1 t/m 15) 29-05-2021 t/m heden | Hitnoteringen: (Week 1 t/m 15) 29-05-2021 t/m heden | Hitnoteringen: (Week 1 t/m 15) 29-05-2021 t/m heden | Hitnoteringen: (Week 1 t/m 15) 29-05-2021 t/m heden | Hitnoteringen: (Week 1 t/m 15) 29-05-2021 t/m heden | Hitnoteringen: (Week 1 t/m 15) 29-05-2021 t/m heden | Hitnoteringen: (Week 1 t/m 15) 29-05-2021 t/m heden |
| Week:                                               | 1                                                   | 2                                                   | 3                                                   | 4                                                   | 5                                                   | 6                                                   | 7                                                   | 8                                                   | 9                                                   | 10                                                  | 11                                                  | 12                                                  | 13                                                  | 14                                                  | 15                                                  | 16                                                  | 17                                                  | 18                                                  | 19                                                  | 20                                                  |
| --------------------------------------------------- | --------------------------------------------------- | --------------------------------------------------- | --------------------------------------------------- | --------------------------------------------------- | --------------------------------------------------- | --------------------------------------------------- | --------------------------------------------------- | --------------------------------------------------- | --------------------------------------------------- | --------------------------------------------------- | --------------------------------------------------- | --------------------------------------------------- | --------------------------------------------------- | --------------------------------------------------- | --------------------------------------------------- | --------------------------------------------------- | --------------------------------------------------- | --------------------------------------------------- | --------------------------------------------------- | --------------------------------------------------- |
| Positie:                                            | 2                                                   | 2                                                   | 2                                                   | 1                                                   | 4                                                   | 2                                                   | 1                                                   | 1                                                   | 1                                                   | 2                                                   | 3                                                   | 2                                                   | 2                                                   | 1                                                   | 2                                                   | 8                                                   | 5                                                   | 5                                                   | 3                                                   | 6                                                   |
| Week:                                               | 21                                                  | 22                                                  | 23                                                  | 24                                                  | 25                                                  | 26                                                  | 27                                                  | 28                                                  | 29                                                  | 30                                                  | 31                                                  | 32                                                  | 33                                                  | 34                                                  | 35                                                  | 36                                                  | 37                                                  | 38                                                  | 39                                                  | 40                                                  |
| Positie:                                            | 5                                                   | 11                                                  | 7                                                   | 10                                                  | 13                                                  | 14                                                  | 15                                                  | 15                                                  | 11                                                  | 11                                                  | 28                                                  | 11                                                  | 8                                                   | 11                                                  | 12                                                  | 8                                                   | 8                                                   | 6                                                   | 13                                                  | 11                                                  |
| Week:                                               | 41                                                  | 42                                                  | 43                                                  | 44                                                  | 45                                                  | 46                                                  | 47                                                  | 48                                                  | 49                                                  | 50                                                  | 51                                                  | 52                                                  | 53                                                  | 54                                                  | 55                                                  | 56                                                  | 57                                                  | 58                                                  | 59                                                  | 60                                                  |
| Positie:                                            | 5                                                   | 8                                                   | 7                                                   | 7                                                   | 12                                                  | 10                                                  | 10                                                  | 8                                                   | 10                                                  | 13                                                  | 13                                                  | 17                                                  | 16                                                  | 10                                                  | 10                                                  | 8                                                   | 9                                                   | 7                                                   | 8                                                   | 6                                                   |
| Week:                                               | 61                                                  | 62                                                  | 63                                                  | 64                                                  | 65                                                  | 66                                                  | 67                                                  | 68                                                  |                                                     |                                                     |                                                     |                                                     |                                                     |                                                     |                                                     |                                                     |                                                     |                                                     |                                                     |                                                     |
| Positie:                                            | 9                                                   | 6                                                   | 8                                                   | 9                                                   | 8                                                   | 9                                                   | 11                                                  | 10                                                  |                                                     |                                                     |                                                     |                                                     |                                                     |                                                     |                                                     |                                                     |                                                     |                                                     |                                                     |                                                     |

## Prijzen en nominaties
Rodrigo werd zeven keer genomineerd bij de 64e Grammy Awards, inclusief degene voor Album van het jaar, en Beste Pop Vocal Album voor Sour. 'Drivers License' werd genomineerd voor Record of the Year en Song of the Year. Ze is de een na jongste artiest die genomineerd was in alle hoofdcategorieën van de Grammy Awards.
| Jaar | Prijs                  | Categorie            | Resultaat   | Ref.          |
| ---- | ---------------------- | -------------------- | ----------- | ------------- |
| 2021 | People's Choice Awards | Album of the Year    | Gewonnen    | [ 21 ]        |
| 2021 | American Music Awards  | Favorite Pop Album   | Genomineerd | [ 22 ]        |
| 2021 | Apple Music Awards     | Album of the Year    | Gewonnen    | [ 23 ]        |
| 2022 | Grammy Awards          | Album of the Year    | Genomineerd | [ 24 ] [ 25 ] |
| 2022 | Grammy Awards          | Best Pop Vocal Album | Gewonnen    | [ 24 ] [ 25 ] |